# Key Sequenced Data Set
Een Key Sequenced Data Set, afgekort tot KSDS, is een type dataset dat door het VSAM-opslagsysteem wordt gebruikt. Elk record in een KSDS-gegevensbestand is voorzien van een unieke sleutel. Een aparte index file stelt het systeem in staat om de fysieke plaats van het record in het gegevensbestand te bepalen met behulp van zijn sleutelwaarde. Records kunnen aselect worden benaderd en kunnen een variabele lengte hebben.
- IBM. Key-sequenced data sets, 12 april 2021.